# Lieve Van Damme (schrijfster)
Lieve Van  Damme (Westkapelle, 2 augustus 1912 - Erpe-Mere, 26 oktober 1998), schrijversnaam van Godelieve Van Damme-Ketele, was een Vlaamse dichteres.

## Levensloop
Godelieve Ketele was een dochter van Paul Ketele en Helena Verbrugghe. Het gezin telde zeven kinderen. Ze trouwde op 18 juli 1940 in Duinbergen met Joseph Van Damme (Kruishoutem, 21 juni 1912 - Blankenberge, 29 oktober 1965) en ze kregen vijf kinderen.
Lieve Ketele, echtgenote Van Damme, was een kenner van Brugse kant. Ze schreef er artikels over. Daarnaast publiceerde ze dichtbundels.

## Publicaties
- Kanten, in: West-Vlaanderen, 1957.
- Duinhelm en polderriet, verzen, 1962.
- Bladnerven, verzen, 1964.
- Reizen en rozen, verzen, 1966.
- Aren lezen, verzen, 1968.
- De lange draad, verzen, Orion, Brugge/Nijmegen, 1978.

Zie ook:
- St. VANDENBERGHE, F. SORBER, Lieve VAN DAMME-KETELE & P. VERSTRAETE, Catalogus van de kantverzameling, stad Brugge Gruuthusemuseum, Brugge, 1990.